# 大橋一夫 (警察庁技官)
大橋 一夫（おおはし かずお、1965年〈昭和40年〉8月28日 - ）は、日本の警察庁技官。

## 来歴
石川県出身。1990年（平成2年）、金沢大学大学院を修了。同年4月、警察庁に入庁。入庁後、滋賀県警察本部警務部情報管理課長、警察庁情報通信局情報通信企画課課長補佐、同局情報管理課課長補佐などを経て、2009年（平成21年）7月、青森県警察本部警務部長に就任。在任中、東日本大震災の発災に際して被災地支援にあたった。その後、情報通信局情報通信企画課理事官兼生活安全局情報技術犯罪対策課理事官、情報通信局情報管理課理事官、刑事局指紋鑑識官兼刑事企画課付兼捜査支援分析管理官付兼組織犯罪対策部国際捜査管理官付、警察大学校サイバーセキュリティ対策研究・研修センター所長、情報通信局情報技術解析課長、情報通信局情報管理課長、奈良県警察本部長、情報通信局情報通信企画課長、サイバー警察局サイバー企画課長などを歴任。
2023年（令和5年）1月16日、警察庁長官官房審議官（サイバー警察局担当）に就任。
2024年（令和6年）1月26日、サイバー警察局長に就任。同年11月5日、関東管区警察局長に就任。